# 東吳大學外國語文學院
東吳大學外國語文學院，是東吳大學位於台灣台北市外雙溪校區的學院之一，最早可溯於1954年在台復校「東吳大學法學院」所設立之外國語文學系，而於1984年成立外國語文學院。現設有英文學系、日本語文學系、德國文化學系等三學系大學部、碩士班，並設有負責共通外文的語言教學中心及實用英語學程。
其日本語文學系對於台灣的日本語教育學深根已久，特此聞名，並設有全台唯一的日語學科博士班。（國立政治大學亦設有日本研究碩博士學位學程，辦學以區域研究為主，關注日本社會、政治、外交、經濟等層面）。

## 歷史沿革
- 1954年，東吳大學法學院在台復校，設外國語文學系。
- 1965年，設立語言中心。
- 1968年，成立文學院，外國語文學系隸屬之。
- 1969年，教育部核准恢復完全大學建制，為「私立東吳大學」，設有文理、法、商三學院。
- 1970年，文理學院改稱文學院。
- 1972年，設外文系東方語文組。
- 1973年，設外文系德文組。
- 1975年，外國語文學系所轄英國語文（今英文學）、東方語文（今日本語文學）與德國語文（今德國文化學）三組，改獨立設系。
- 1980年，設日本文化研究所（後系所合一併於日文系）。
- 1984年，外國語文學院成立，下轄英國語文、日本語文、德國語文三學系。
- 1991年，設日本文化研究所博士班成立。
- 2001年，設英國語文學系比較文學碩士班（2011更名為英文系碩士班，2018改為翻譯碩士班）。
- 2003年，設德國文化學系碩士班。
- 2020年，設跨領域國際學士班（2021年8月起開始招生）。

## 歷任院長
| 任別 | 姓名       | 任期           |
| ---- | ---------- | -------------- |
| 1    | 蔡茂豐     | 1984年－1991年 |
| 2    | 林錦川     | 1991年－1996年 |
| 3    | 謝志偉     | 1996年－2002年 |
| 4    | 林聰敏     | 2002年－2005年 |
| 5    | 朱廣興代理 | 2005年－2006年 |
| 6    | 林錦川     | 2006年－2009年 |
| 7    | 賴錦雀     | 2009年－2015年 |
| 8    | 林茂松     | 2015年－2018年 |
| 9    | 張上冠     | 2018年－2021年 |
| 10   | 王世和     | 2021年 - 現任  |

上表參考東吳大學外國語文學院官方網站。

## 學術單位
| 學系名稱         | 學士班 | 碩士班 | 博士班 |
| ---------------- | ------ | ------ | ------ |
| 英文學系         | ●      | ●      |        |
| 日本語文學系     | ●      | ●      | ●      |
| 德國文化學系     | ●      | ●      |        |
| 跨領域國際學士班 | ●      |        |        |

### 學、碩士班
- 英文學系（翻譯學碩士班）
- 日本語文學系
- 德國文化學系
- 跨領域國際學士班

### 博士班
- 日本語文學系

### 進修學士、碩士（專）班
- 英文學系進修學士班
- 日本語文學系進修學士班
- 日本語文學系碩士在職專班

### 跨領域學程
- 實用英語學程

## 學術期刊
- 東吳外語學報：外語學院出版 ISSN 0259-3777
- 東吳日語教育學報：日本語文學系出版 ISSN 1027-1155